# Festuca osswaldii
Festuca osswaldii är en gräsart som beskrevs av Wein. Festuca osswaldii ingår i släktet svinglar, och familjen gräs. Inga underarter finns listade i Catalogue of Life.